# سنترال بنک ایندیا
سنترال بنک ایندیا (انگلیسی: Central Bank of India) شرکت دولتی خدمات مالی و بانکداری هندی است، که در سال ۱۹۱۱ تأسیس شد.